# Smittia flavescens
Smittia flavescens är en tvåvingeart som först beskrevs av Maurice Emile Marie Goetghebuer 1942.  Smittia flavescens ingår i släktet Smittia och familjen fjädermyggor.
Artens utbredningsområde är Belgien. Inga underarter finns listade i Catalogue of Life.